# 藤黄檀
藤黄檀（学名：Dalbergia hancei）为豆科黄檀属下的一个种。俗名：橿树、梣果藤、藤檀、藤香、红香藤、大香藤。生长在山坡灌丛中或山谷溪旁。